# Jack Baldwin
 (juillet 2017).
Si vous disposez d'ouvrages ou d'articles de référence ou si vous connaissez des sites web de qualité traitant du thème abordé ici, merci de compléter l'article en donnant les références utiles à sa vérifiabilité et en les liant à la section « Notes et références ».
Pour les articles homonymes, voir Baldwin.
 John « Jack » Baldwin  (13 avril 1892 - 28 juillet 1975) est un général britannique de la Royal Air Force durant la Seconde Guerre mondiale où il combattit en Inde et dans le sud-est asiatique. 

## Biographie
Il étudia à l'école de Rugby et au Collège militaire royal. Il entre dans le 8e régiment de Hussards en 1911 et sert comme officier de cavalerie durant la Première Guerre mondiale.
Il reçoit le Certificat d'aviateur à la Royal Aero Club le 17 novembre 1914 et devient pilote dans le Royal Flying Corps. Il est nommé officier commandant dans le 55e escadron en octobre 1916 et officier commandant dans 41 escadron en décembre 1917. Il est nommé commandant de la Central Flying School en 1928 et sert d'aide-de-camp au roi George V de 1931 à 1932. Il devient directeur des services personnels en 1935 et Commandant du RAF College Cranwell en 1936. Il prend sa retraite en août 1939.
Deux semaines plus tard il est rappelé pour servir durant la Seconde Guerre mondiale comme commandant du 3e RAF Bomber Command. En octobre 1942, il devint commandant en chef adjoint de l'Air Officer en Inde. c'est la troisième force aérienne tactique qui a soutenu la bataille au sol en Asie du Sud-Est. Le 5 février 1943, il assiste au départ du major général Orde Wingate. Il commande les escadrons de la RAF durant la bataille d'Imphal de mars à juillet 1944.